# Hatsukaichi, Hiroshima
Hatsukaichi (廿日市市 (Niệm Nhật Thị thị) Hatsukaichi-shi) là một thành phố thuộc tỉnh Hiroshima, Nhật Bản.